# Lafresnaya
Lafresnaya is een geslacht van vogels uit de familie kolibries (Trochilidae) en de geslachtengroep Heliantheini (briljantkolibries). Er is één soort:
- Lafresnaya lafresnayi – Draadvleugelkolibrie